# Municipio de Dudley (Minnesota)
El municipio de Dudley (en inglés: Dudley Township) es un municipio ubicado en el condado de Clearwater en el estado estadounidense de Minnesota. En el año 2010 tenía una población de 400 habitantes y una densidad poblacional de 4,93 personas por km².

## Geografía
El municipio de Dudley se encuentra ubicado en las coordenadas 47°37′23″N 95°14′57″O / 47.62306, -95.24917. Según la Oficina del Censo de los Estados Unidos, el municipio tiene una superficie total de 81.18 km², de la cual 78,64 km² corresponden a tierra firme y (3,12 %) 2,53 km² es agua.

## Demografía
Según el censo de 2010, había 400 personas residiendo en el municipio de Dudley. La densidad de población era de 4,93 hab./km². De los 400 habitantes, el municipio de Dudley estaba compuesto por el 93,5 % blancos, el 3 % eran amerindios, el 0,75 % eran de otras razas y el 2,75 % eran de una mezcla de razas. Del total de la población el 1,25 % eran hispanos o latinos de cualquier raza.